# Berlin – Ecke Schönhauser…

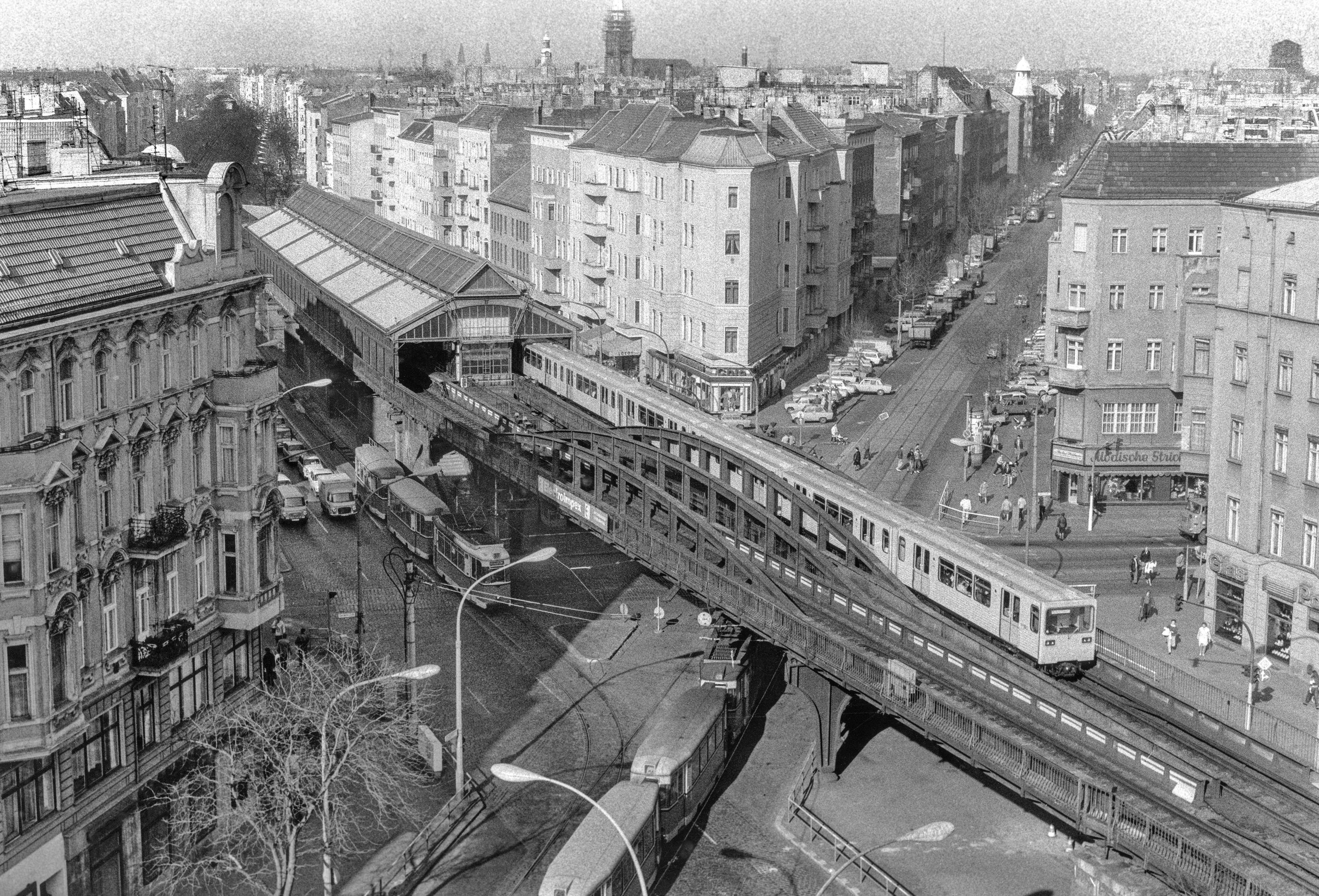
Schönhauser Allee an der Kreuzung mit der Dimitroffstraße, Kastanien- und Pappelallee am U-Bahnhof Dimitroffstraße,
Drehort des Films (Ende 1980er Jahre)

Berlin – Ecke Schönhauser… ist ein deutscher Spielfilm in Schwarzweiß der DEFA von Gerhard Klein aus dem Jahr 1957. Er zählt zu den bedeutenden DEFA-Gegenwartsfilmen der 1950er Jahre und wurde 1995 zu einem der 100 wichtigsten deutschen Filme aller Zeiten gewählt.

## Handlung
Dieter, Kohle, Karl-Heinz und Angela gehören zu einer Gruppe Halbstarker, die sich regelmäßig unter dem U-Bahn-Viadukt der Schönhauser Allee versammeln und den Nachmittag verbringen. Es kommt zu einer Mutprobe, bei der Kohle für eine versprochene Westmark eine Straßenlaterne durch einen Steinwurf zerschlägt. Sie landen bei der Polizei.
Die Jugendlichen gehören aus ganz unterschiedlichen Gründen zur Clique: Dieter hat zwar einen Beruf, will jedoch seine Freiheit ausleben. Er lehnt einen Beitritt zur FDJ strikt ab und steht auch mit seinem älteren Bruder, der als Volkspolizist arbeitet, in ständigem Konflikt. Seine Eltern hat er im Zweiten Weltkrieg verloren. Kohle flüchtet vor seinem ständig betrunkenen und gewaltbereiten Stiefvater und hat als Schulversager kaum eine Chance auf eine berufliche Ausbildung. Karl-Heinz hat die Schule abgebrochen, weil seine wohlhabenden Eltern eigentlich in den Westen flüchten wollten. Sie möchten aber geerbte Häuser in der DDR nicht aufgeben und zögern die Flucht immer wieder hinaus. Daher plant Karl-Heinz allein zu fliehen und gerät als Dieb von DDR-Personalausweisen für Hehler aus West-Berlin auf die schiefe Bahn. Dieter, den er in sein Tun einweiht und als Partner anwerben will, lehnt ab. Er liebt Angela, die jedoch mit ihrer Mutter ständig Streit hat. Letztere hat ein Verhältnis mit ihrem verheirateten Vorgesetzten, und Angela muss stets die Wohnung verlassen, wenn er zu Besuch kommt.
Als Karl-Heinz beim Besuch eines Tanzlokals einen Ausweis stiehlt, gerät auch Dieter in Verdacht. Karl-Heinz taucht unter und setzt sich nach West-Berlin ab, wo er bei einer Aktion der Hehler einen Mann erschlägt. Er kehrt zu seinen Eltern zurück, um Geld von ihnen zu erpressen, mit dem er endgültig fliehen will. Kohle und Dieter erfahren, dass Karl-Heinz zurückgekehrt ist, und wollen ihn wegen des gestohlenen Ausweises zur Rede stellen. Als Karl-Heinz beide mit einem Revolver bedroht, streckt Kohle ihn nieder.
Kohle und Dieter glauben, dass sie Karl-Heinz getötet haben, fliehen überstürzt nach West-Berlin und werden in ein Aufnahmelager für DDR-Flüchtlinge eingewiesen. Dieter bereut die Flucht bald, da er sich nach Angela sehnt, die von ihm schwanger ist, und wird im Lager zum Außenseiter. Als Kohle ohne ihn in die Bundesrepublik ausgeflogen werden soll, trinkt der eine Mischung aus Kaffee und Tabak, die Fieber erzeugen und ihn so reiseunfähig machen soll. Am nächsten Tag ist Kohle tot, da er sich mit dem hochdosierten Trank vergiftet hat.
Dieter kehrt nach Ost-Berlin zurück und erklärt dem Kommissar, der ihn von früheren Zusammenstößen mit den Halbstarken kennt, die Zusammenhänge. Er erfährt, dass Karl-Heinz inzwischen in West-Berlin zu zehn Jahren Haft wegen Totschlags verurteilt worden ist. Dieter kann nach Hause und zu Angela zurückkehren. 

## Produktion

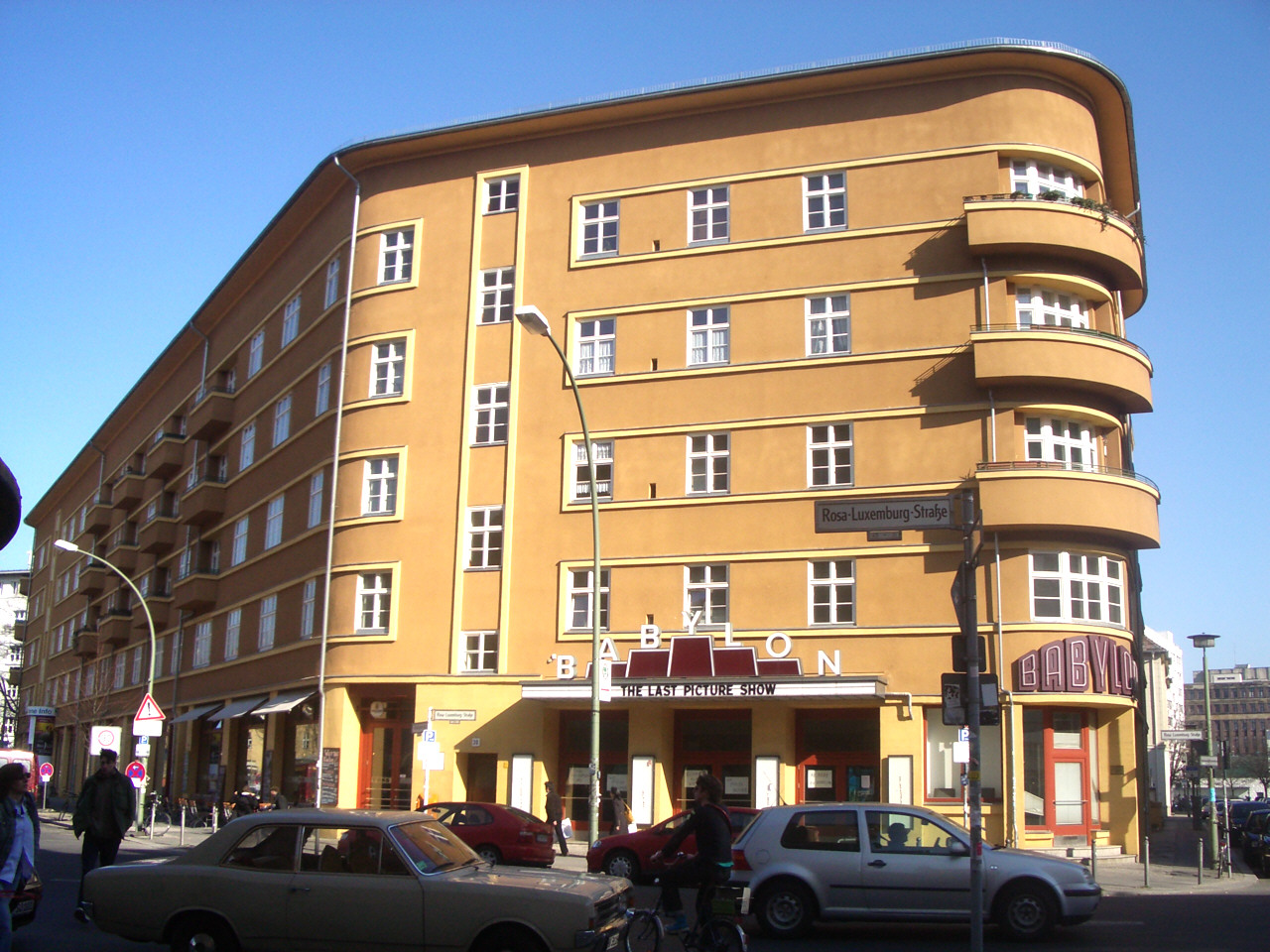
Babylon, Premierentheater des Films

Das Drehbuch zu Berlin – Ecke Schönhauser… entstand innerhalb weniger Wochen im Sommer 1956. Schon das Szenario wurde von der Hauptverwaltung Film geprüft und kritisiert, da es nur „die negativen, problematischen, eine kritische Auseinandersetzung geradezu verlangenden Erscheinungen unseres Lebens“ thematisiere. Am 10. September erhielt die HV Film das Drehbuch des Filmes und stellte fest, dass ihre Einwände nicht berücksichtigt wurden. Sie gab daraufhin keine Produktionsbestätigung, sodass die Dreharbeiten nicht hätten beginnen dürfen.
Obwohl die Produktionsbestätigung ausblieb, begann Regisseur Gerhard Klein am 1. Oktober 1956 mit der Arbeit am Film. Die Dreharbeiten unter Einbeziehung von Laiendarstellern liefen unter dem Titel Wo wir nicht sind ... nach dem Zitat des Volkspolizisten am Ende des Films: „Wo wir nicht sind, sind unsere Feinde.“ Drehort in Ost-Berlin war die Kreuzung der Eberswalder und Dimitroffstraße (heute Danziger Straße) mit der Schönhauser Allee, wo sich die Clique im Film regelmäßig trifft. Alle weiteren Drehorte fanden sich in unmittelbarem Umkreis des dortigen U-Bahnhofs Dimitroffstraße, so lag der Hinterhof von Angelas Wohnung in der Dimitroffstraße 4, und das Tanzlokal fand man im Berliner „Prater“.
Die Begutachtung des Rohschnitts fand auf Gerhard Kleins Betreiben ohne die Mitarbeiter der HV Film statt. Diese sahen den Film erst in der fertigen Form und kritisierten ihn scharf: Er sei angetan, „den Feinden unserer Republik in ihrer Hetze zu helfen“, und „ein Musterbeispiel einer neuen Form des Dogmatismus“. Der Film würde nach Meinung der HV Film „schädlich auf unsere Menschen wirken“, sodass sie eine Zulassung des Films sowie Testvorführungen verweigerte. Kritisiert wurde zudem, dass die weibliche Hauptrolle mit der West-Berliner Schülerin Ilse Pagé besetzt wurde, und deren Gage 5000 DM-West betragen hatte.
Die Wende für den Film kam, als er am 14. Juni 1957 dem FDJ-Zentralrat vorgeführt wurde. Sowohl Hans Modrow als auch Günter Stahnke lobten Berlin – Ecke Schönhauser… und meinten unter anderem, dass der Film „bei der Masse […] richtig ankommen [werde]. Er wird ein Signal sein, mitzuhelfen“. Erst aufgrund der positiven Einschätzung der FDJ ließ die HV Film Berlin – Ecke Schönhauser… zu. Er erlebte mit dreimonatiger Verspätung am 30. August 1957 im Berliner Babylon seine Premiere. Bereits zwölf Wochen später hatten den Film mehr als 1,5 Millionen Zuschauer gesehen, wodurch Berlin – Ecke Schönhauser… bis heute als einer der erfolgreichsten DEFA-Filme gilt.
Die Filmbauten stammen von Oskar Pietsch.

## Zeitliche und inhaltliche Einordnung

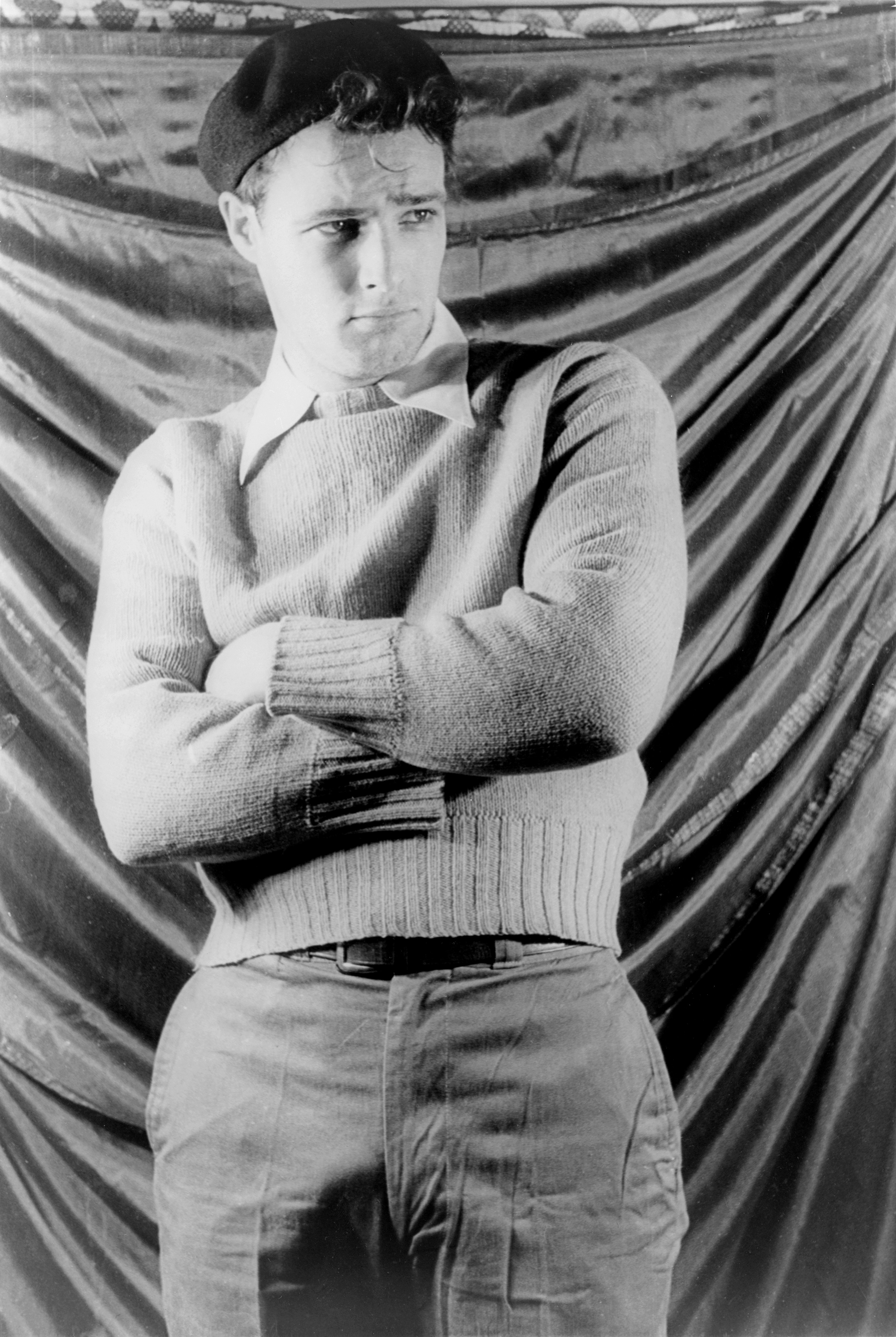
Marlon Brando als männliches Ideal; Foto von Carl van Vechten, 27. Dezember 1948

Berlin – Ecke Schönhauser… steht inhaltlich in Bezug zu anderen „Halbstarken“-Filmen, die zu dieser Zeit entstanden – darunter Die Halbstarken (1956) und Endstation Liebe (1957) – und ihre Einflüsse von US-amerikanischen Produktionen nahmen.
Berlin – Ecke Schönhauser… gilt als „ein typisches Beispiel für die während der ‚Tauwetter-Periode‘ entstandenen DEFA-Filme. Die politische Lage, die Konzessionen an die Künstler zuließ, wirkte als Signal, auch die negativen Erscheinungen in der DDR zu zeigen – selbstverständlich ohne die Gegebenheiten in Frage zu stellen.“ Dieter weist im Film mehrfach die Anwerbungsversuche der FDJ schroff zurück, Kohle schwärmt vom Filmprogramm in West-Berlin und gibt offen zu, „drüben schon über hundert Filme gesehen“ zu haben, und Angela, die nach dem Aussehen ihres Traummanns gefragt wird, erwidert: „Wie Marlon Brando“.
Kohlhaase und Klein sind in Berlin – Ecke Schönhauser… „dem Lebensgefühl junger Leute auf der Spur; [sie] suchen nach sozialen Wurzeln für deren Verhalten, nach gesellschaftlichen Fehlentwicklungen, beschreiben den Einfluß, den Eltern, Staatsorgane und Politik auf diese Generation haben oder nicht haben.“ Zwar enthält der Film auch antiwestliche Tendenzen, so in der Zeichnung des Flüchtlingslagers, doch werden diese mit der Darstellung der alltäglichen Probleme Jugendlicher in der DDR ausbalanciert: „Klein und Kohlhaase gelang es, das Thema glaubwürdig und unspekulativ zu vermitteln und trotz politischer Intention die künstlerische Qualität nicht zu vernachlässigen.“
In der Bundesrepublik Deutschland wurde die Aufführung des Films 1958 durch den Interministeriellen Ausschuß für Ost-West-Filmfragen verboten. Auch die zweite Prüfung einer gekürzten Version durch den Ausschuss wenige Wochen später beschied eine Aufführungsgenehmigung abschlägig. Nachdem 1964 der Sozialistische Deutsche Studentenbund den Film ohne Genehmigung aufgeführt hatte, wurde er erneut geprüft und wiederum erhielt er keine Genehmigung.

## Kritik
Karl-Eduard von Schnitzler zeigte sich vom Film begeistert. Er lobte die natürlichen und lockeren Dialoge und befand: „Der Film Berlin – Ecke Schönhauser ist beispielhaft und könnte ein Markstein im modernen Filmschaffen sein. Das Kollektiv Kohlhaas/Klein sollte erhalten bleiben. Es scheint dem Kritiker mit dieser neuen Leistung nationalpreiswürdig.“
Dieter Krusche schrieb 1977 kritisch, dass der Film „agitiert, er propagiert die Überlegenheit der sozialistischen Gesellschaftsordnung, und er stellt den eigenen Staat und seine Ordnungskräfte nicht ernsthaft in Frage“. Gleichzeitig lobte Krusche die „bemerkenswert realistische Zeichnung des Ostberliner Alltags. […] Geschildert wird das [Leben der Jugendlichen] in einem unpathetischen Stil, der Parallelen zum italienischen Neorealismus aufweist und die Atmosphäre der Straßen milieuecht einfängt.“
Der film-dienst befand: „Authentisch wirkender Versuch, die Ursachen des sogenannten ‚Halbstarken‘-Problems aufzuzeigen; die angestrebte psychologische Deutung wird jedoch durch einen lehrhaft vorgetragenen Schluss etwas abgeschwächt.“
Heute gilt der Film als „einer der großen Klassiker der DEFA“ und ist „neben Schlösser und Katen vielleicht der wichtigste DEFA-Gegenwartsfilm der fünfziger Jahre“. Andere Kritiker bezeichneten die Berlin-Filme der Zeit, darunter neben Berlin – Ecke Schönhauser… auch Alarm im Zirkus, Sheriff Teddy und Eine Berliner Romanze, als „einen [der] künstlerischen Gipfel der DEFA“.

## Auszeichnungen
Filmhistoriker und -journalisten im Verbund Deutscher Kinematheken wählten Berlin – Ecke Schönhauser… 1995 zu einem der 100 wichtigsten deutschen Filme aller Zeiten.
Im Jahr 2005 wurde der Film von Museum of Modern Art in New York City im Rahmen der DEFA-Retrospektive Rebel With a Cause gezeigt. Bei den Internationalen Filmfestspielen Berlin 2010 lief Berlin – Ecke Schönhauser… im Rahmen einer Hommage, die sich Wolfgang Kohlhaase widmete.